# Kurt Maier (Major)
Kurt Maier (* 21. Januar 1911 in Mannheim; † 11. Februar 1952 in Heilbronn) war ein deutscher Major der Luftwaffe der Wehrmacht im Zweiten Weltkrieg.

## Leben
Maier trat 1938 als Diplom-Ingenieur in die Luftwaffe ein, wo er 1940 zum Leutnant ernannt wurde. Ab 12. November 1940 diente er als Beobachter in der 2. Staffel des Kampfgeschwaders 4 und anschließend als Navigations- und Funkoffizier im Geschwaderstab. Nachdem er am 1. Mai 1941 zum Oberleutnant befördert wurde, erhielt er am 13. Juni den Ehrenpokal verliehen und anschließend am 22. Januar 1942 das Deutsche Kreuz in Gold. Am 20. Mai 1942 übernahm er das Amt eines Staffelkapitän in der 3. Staffel des Geschwaders, bevor er am 16. November das Ritterkreuz des Eisernen Kreuzes verliehen bekam. Am 21. Oktober 1943 wechselte er als Staffelkapitän zur 3. Staffel des Kampfgeschwaders 100 und ab April 1944 zur 9. Staffel des Kampfgeschwaders 1. Dort erreichte ihn am 1. August die Beförderung zum Hauptmann. Anschließend übernahm er am 10. September die 10. Staffel des Kampfgeschwaders 40, bevor er ab November 1944 in der  Erprobungsstelle der Luftwaffe in Rechlin diente. Hier erhielt er am 6. Dezember das Eichenlaub zum Ritterkreuz des Eisernen Kreuzes (674. Verleihung). Im Januar 1945 erhielt er noch die Beförderung zum Major. Er kam 1952 bei einem Verkehrsunfall ums Leben.